# La vuelta al nido
 La vuelta al nido  es una película de Argentina en blanco y negro dirigida por Leopoldo Torres Ríos sobre su propio guion que se estrenó el 4 de mayo de 1938 y que tuvo como protagonistas a José Gola y Amelia Bence. La película también es conocida por su título original Seamos novios otra vez.
Fue reconocida como la quinta mejor película del cine argentino de todos los tiempos en la encuesta realizada por el Museo del Cine Pablo Ducrós Hicken en 1977, mientras que ocupó el puesto 24 en la edición de 2000. En una nueva versión de la encuesta organizada en 2022 por las revistas especializadas La vida útil, Taipei y La tierra quema, presentada en el Festival Internacional de Cine de Mar del Plata, la película alcanzó el puesto 51.

## Sinopsis
Enrique, un gris empleado de oficina que vive un matrimonio ya sin pasión comienza a replantearse su vida cuando recibe un anónimo que dice que su mujer lo engaña.

## Comentarios
Manrupe y Portela escribieron:

” Obra maestra de Torres Ríos, poco considerado en su momento, representó un fracaso del que el director tardó años en recuperarse. Pieza de transición formal entre el mudo y el sonoro, el naturalismo con que está dirigida, planteada y actuada, queda como un ejemplo de lo que pudo ser el cine argentino alternativo y auténtico. La emoción y la amargura de la vida de la ciudad tiene vigencia todavía, y Gola-Bence están realmente bien. A fines de los años ‘50, la película fue redescubierta ganando prestigio y convirtiéndose en un clásico. Con claras referencias a Y el mundo marcha (The Crowd, King Vidor, Estados Unidos, 1928)”

El crítico Jorge Miguel Couselo dijo sobre el filme:

”Reconociendo una cierta ingenuidad argumental, la estructura de la vuelta al nido era densa y pacientemente trabajada, deliberadamente intimista y morosa, pródiga en el detalle que puede parecer baladí en relación a las resoluciones de la trama. Es la búsqueda angustiada de un tiempo psicológico al que concurren la connotación realista y las vigilias del protagonista. Torres Ríos sostenía entonces que el cine norteamericano creaba un ritmo que no era el ritmo natural de la vida cotidiana y que ésta se forja en mínimos detalles independientemente inexplicables pero que, hilvanados unos a otros, conforman el comportamiento y la conducta de las personas. Esto lo llevaba a un estilo directo pero minucioso, paciente, con la valoración de los llamados tiempos muertos, donde no culmina ni se decide nada. Si en este tratamiento puede colegirse una influencia europea, explícitamente la del expresionismo alemán que Leopoldo frecuento con sus tijeras en el cuarto de recompaginación, no conviene perder la pista del realismo de partida implícito en esta película. Allí está en primer término, el hogar de la de clase media modesta de 1937, moblaje y arreglos de pequeña burguesía ligeramente cursi, cocina sin los aditamentos mecánicos que en aquellos tiempos eran privativos de la alta burguesía, ausencia de personal de servicio…. En los detalles hogareños (el baño de los niños, la cena, el lavado de la vajilla) u oficinesco (la vigilancia del gerente, las conversaciones furtivas, el pesado trabajo de contabilidad no mecanizada) ese realismo está igualmente remarcado. Pero La vuelta al nido no se queda allí, ya que el realismo no es su meta. En cierto modo, nada ocurre en tensiones y enfrentamientos, fuera de la realidad psicológica de Enrique Núñez. Las imágenes muestran inclusive lo que puede ocurrir: el crimen, la cárcel, la vejez solitaria. Fue una audacia de excepción que Torres Ríos apelara por un lado a raccontos en un doble juego (los nostálgicos que recuerdan acontecimientos reales, los imaginativos que vislumbran un posible fatal futuro) y por otro alternando esos esguinces oníricos, a resoluciones realistas muy marcadas. En ambos casos mostraba un desprejuicio. Sin exceder el pudor inseparable del director, las escenas de amor de la pareja son de una intimidad y casi de una carnalidad -en abrazos premiosos, caricias y besos- que entonces era desusado para el cine argentino, inclusive para el cine norteamericano.”